# Vicente Sancho Fuster
Vicente Sancho Fuster (Valencia, 1874-1910) fue un arquitecto valenciano de principios del siglo XX.

## Biografía
Desarrolló su carrera profesional en Valencia, construyendo diversos edificios de estilo modernista valenciano. Obtuvo el título de arquitecto en la Escuela de Arquitectura de Barcelona en 1904. Fue arquitecto municipal de Burriana y Oliva.
Era amigo íntimo de otro destacado arquitecto del modernismo valenciano, Vicente Ferrer Pérez, con el que estudió la carrera en Barcelona y colaboró luego profesionalmente y con el que formó parte de la comisión encargada de redactar los estatutos de la Asociación de Arquitectos de Valencia.
Solo ejerció su carrera profesional durante cinco años, pues falleció joven, a los 35 años. A pesar de ello su obra fue prolífica, teniendo en cuenta lo corto de su carrera profesional.

## Obras
- Edificio en la calle Major número 7, en Burriana (Castellón).
- Proyectos del Mercado de Hierro, en Burriana (Castellón).
- Alcantarillado de Burriana (Castellón).
- Iglesia y el Ayuntamiento de la Alquería de la Condesa (Valencia).
- Ayuntamiento y las Escuelas de Oliva (Valencia).
- Chalet de Lamberto Lacasa en Turís (Valencia).
- Iglesia del Grao de Valencia, junto con el arquitecto Vicente Ferrer Pérez.
- Casa para Domíngo García en la Volta de Rusiñol (Valencia),
- Cinco casitas para Ramón Miralles en el barrio de Russafa (Valencia),
- Almacenes y la casa de Vicente Ferrer Pérez (Fundición de Hierros).
- Casa Espert (1908) en la calle Pelayo número 1 esquina con calle Xàtiva número 7, en Valencia.
- Casa de María Aliño en la calle Félix Pizcuela número 6 (1908).
- Casa de las Golondrinas o de Matilde Pons en la Gran Vía Marqués del Turia nº 36 de Valencia, 1909.
- Ayuntamiento y la Plaza de Toros de Requena.
- Transformación de fachadas del edificio de Pedro Roglà en la calle Bordadores número 12 (1906).
- Panteones para las familias Carles, Risueño y María Aliño en el cementerio de Valencia.
- Local comercial en el pasaje de Ripalda, en Valencia.
- Capilla del Cementerio Protestante Británico de Valencia.
- Pabellón Eugenio Burriel de la Exposición Regional Valenciana de 1909 y 1910 y el Pabellón Hermano Izquierdo de esa misma exposición.